# روبرت إدوارد كوكس
روبرت إدوارد كوكس (بالإنجليزية: Robert Edward Cox) هو عسكري أمريكي، ولد في 22 ديسمبر 1876 في سانت ألبانز في الولايات المتحدة، وتوفي في 24 أبريل 1937.